# Elva (motoryzacja)
Elva Cars Limited – dawne brytyjskie przedsiębiorstwo zajmujące się produkcją samochodów sportowych oraz wyścigowych. Istniało w latach 1955 - 1968.
Koncentrowało się na montażu samochodów wyścigowych z wykorzystaniem podzespołów BMW oraz Porsche. Dlatego też modele zwano Elva-BMW lub Elva-Porsche. Znana była konstrukcja GT 160. Ponadto w latach 1958 - 1968/1969 wytwarzano sportowy kabriolet Elva Courier. Na początku lat sześćdziesiątych produkowano go w zakładach innej brytyjskiej firmy - Trojan.

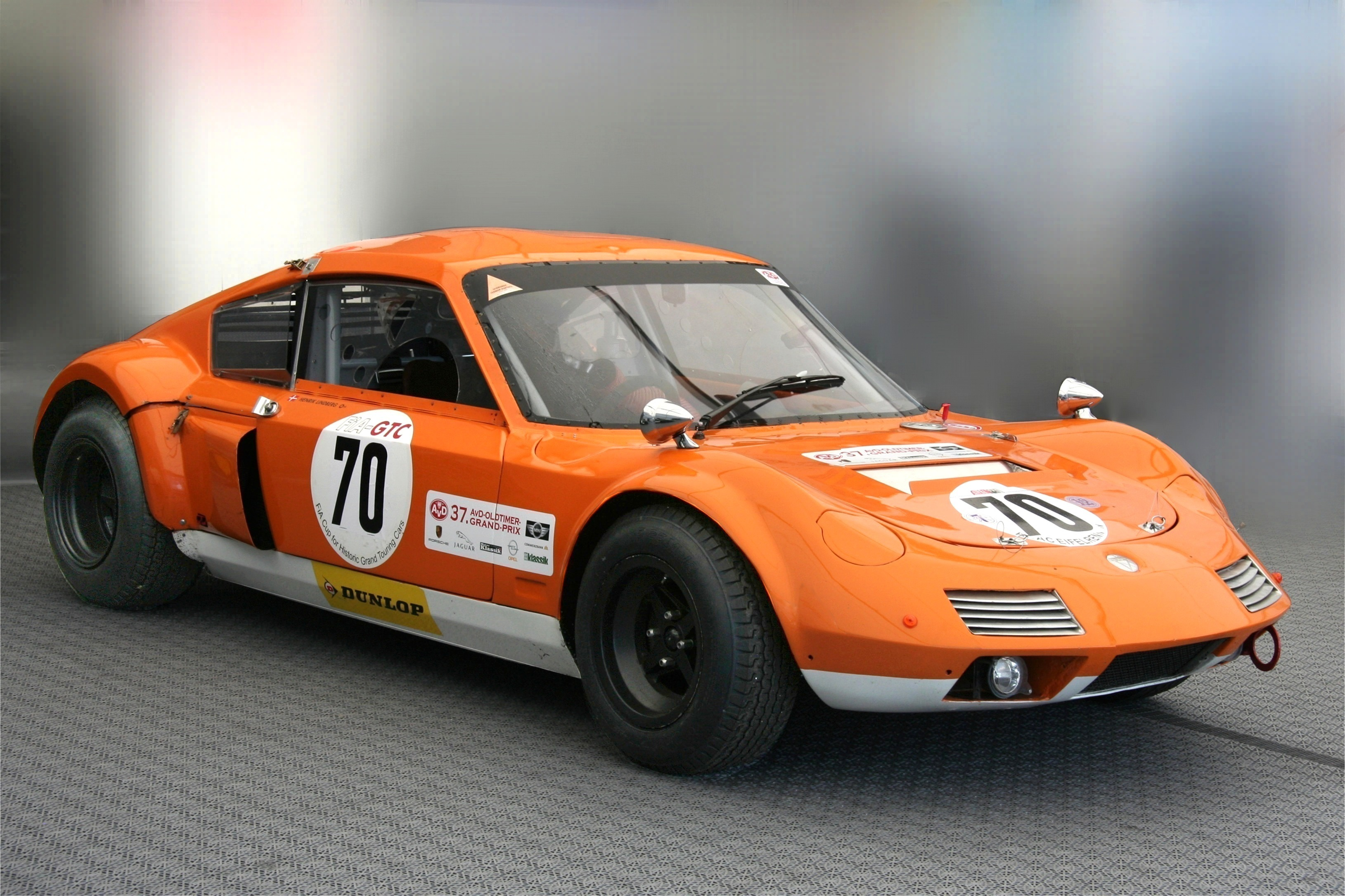
Elva 160 GT
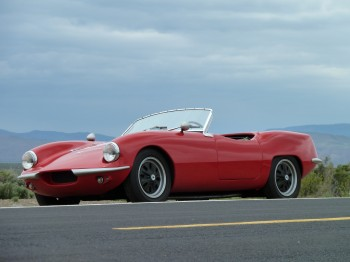
Elva Courier